# Vilar de Ferreiros
Vilar de Ferreiros is een plaats (freguesia) in de Portugese gemeente Mondim de Basto en telt 1373 inwoners (2001).